# 佩里戈尔地区普拉
佩里戈尔地区普拉（法語：Prats-du-Périgord，法語發音：[pʁa dy peʁiɡɔʁ]）是法国多尔多涅省的一个市镇，属于萨拉拉卡内达区。该市镇总面积10.99平方公里，2009年时的人口为159人。

## 人口
佩里戈尔地区普拉人口变化图示